# Alex Garcia (basquetebolista)
Alex Ribeiro Garcia (Orlândia, 4 de março de 1980) é um jogador profissional brasileiro de basquetebol

## Carreira

### CBB

#### COC/Ribeirão Preto
Revelado na equipe juvenil, Alex ala de 1,92 metros de altura começou com grandes atuações na equipe do COC/Ribeirão Preto ao lado de nomes ainda pouco conhecidos como por exemplo Nezinho e Arthur, construíram uma equipe sólida e vitoriosa, com o três títulos Paulista consecutivos (2001, 2002 e 2003) e um Brasileiro (2003). Além dos títulos que conquistou ao lado de Nezinho, a dupla construiu uma grande amizade dentro e fora de quadra até os dias de hoje. 

### NBA (Spurs & Hornets)

#### San Antonio Spurs
Em 2004 realizou seu grande sonho como profissional: jogar na NBA. Como se não bastasse o fato de realizar seu grande sonho de infância, Alex foi jogar no San Antonio Spurs, ao lado de grandes nomes como Tim Duncan (MVP das Temporadas 2001-02 e 2002-03), Manu Ginóbili e Tony Parker.

#### New Orleans Hornets
No ano seguinte, depois de duas lesões nos Spurs, Alex foi para o New Orleans Hornets, onde ficou por mais uma temporada. Teve na NBA uma média de 4,7 pontos por jogo e de 1,8 assistências por jogo.

### CBB (Ribeirão Preto)
Após a experiência de duas temporadas no basquete norte-americano, Alex retornou, em 2006, ao COC/Ribeirão Preto e já na primeira temporada de seu retorno foi novamente campeão Paulista. 

### Euroliga

#### Maccabi Tel Aviv
No ano seguinte, em 2008, teve sua segunda experiência internacional, atravessou o Atlântico e foi jogar em Israel, no Maccabi Tel Aviv e lá foi vice-campeão da EuroLiga. 

### Lobos Brasília
Com o fim da equipe de Ribeirão Preto, Alex foi para Brasília, em 2007 e já no primeiro ano faturou o primeiro título Brasileiro da equipe do Distrito Federal.
Retornou ao Brasil em 2009, na equipe de Brasília, e assim como nos tempos de COC/Ribeirão Preto, Alex está em uma equipe conhecida como “papa-títulos” e conquistou três títulos seguidos do Novo Basquete Brasil (2009/10, 2010/11 e 2011/12) e na primeira edição do NBB chegou a final contra o Flamengo e ficou com o vice-campeonato. Alex acabou se tornando um dos maiores, ou talvez, o maior ídolo da história do Lobos Brasília. 
Títulos pelo Lobos Brasília
- Liga das Américas: 2008/2009
- Campeonato Brasileiro: 2007, 2009/2010, 2010/2011, 2011/2012
- Liga Sul-Americana: 2010, 2013
- Troféu João Herculino: 2011

Prêmios individuais
- MVP da Liga das Américas 2008/2009
- Melhor defensor do NBB: 2008/2009. 2009/2010. 2010/2011, 2011/2012, 2012/2013, 2013/2014
- Seleção do NBB: 2008/2009, 2009/2010, 2010/2011, 2011/2012.

### Bauru
Em maio de 2014, Alex acertou sua transferência para o Bauru Basketball, o qual se encontra até hoje. Até o momento, Alex conquistou pela equipe paulista títulos expressivos como a Liga Sul-Americana, Liga das Américas e o NBB
Títulos pelo Bauru
- Campeonato Paulista: 2014
- Liga Sul-Americana: 2014
- Liga das Américas: 2015
- Campeonato Brasileiro: 2016/2017

Prêmios individuais
- MVP da Liga das Américas 2014/2015
- MVP do NBB 2014/2015
- Melhor defensor do NBB: 2014/2015 e 2015/2016
- Seleção do NBB: 2014/2015

## Características
Também joga de ala-armador e às vezes em quadra de armador também. Alex é capitão e um dos principais jogadores do Novo Basquete Brasil. Ele também faz parte da Seleção Brasileira de Basquetebol

## Estatísticas
| † | Denota temporadas em que equipe de Garcia ganhou um campeonato da NBB |
|   | Líder da liga                                                         |

### Temporada regular da NBA
| Ano      | Equipe              | PJ | PT | MPJ  | FG%  | 3P%  | LL%  | RT  | AS  | BR  | TO | PPJ |
| -------- | ------------------- | -- | -- | ---- | ---- | ---- | ---- | --- | --- | --- | -- | --- |
| 2003-04  | San Antonio Spurs   | 2  | 0  | 6.5  | .143 | -    | .500 | 0.0 | 0.0 | 1.0 | .0 | 1.5 |
| 2004-05  | New Orleans Hornets | 8  | 3  | 18.3 | .346 | .278 | .750 | 1.9 | 2.3 | 0.5 | .1 | 5.5 |
| Carreira |                     | 10 | 3  | 15.9 | .322 | .278 | .667 | 1.5 | 1.8 | 0.6 | .1 | 4.7 |

### Euroliga
| Ano       | Equipe           | PJ | PT | MPJ  | 2P   | 3P   | LL   | RT  | AS  | BR  | TO | PPJ |
| --------- | ---------------- | -- | -- | ---- | ---- | ---- | ---- | --- | --- | --- | -- | --- |
| 2008-2009 | Maccabi Tel Aviv | 23 | 0  | 18.4 | .444 | .378 | .625 | 2.1 | 1.4 | 0.8 | .1 | 5.0 |
| Carreira  |                  | 23 | 0  | 18.4 | .444 | .378 | .625 | 2.1 | 1.4 | 0.8 | .1 | 5.0 |

### Temporada regular da NBB
| Ano      | Equipe         | PJ  | MPJ  | FG%  | 3P%  | LL%  | RT  | AS  | BR  | TO | PPJ  |
| -------- | -------------- | --- | ---- | ---- | ---- | ---- | --- | --- | --- | -- | ---- |
| 2008-09  | Lobos Brasília | 27  | 30.9 | .486 | .288 | .740 | 4.9 | 2.7 | 1.2 | .7 | 18.7 |
| 2009-10† | Lobos Brasília | 22  | 32.8 | .489 | .343 | .829 | 5.3 | 3.3 | 1.2 | .7 | 16.5 |
| 2010-11† | Lobos Brasília | 28  | 34.1 | .501 | .349 | .827 | 5.0 | 3.6 | 1.9 | .6 | 17.6 |
| 2011-12† | Lobos Brasília | 26  | 32.3 | .532 | .279 | .826 | 5.2 | 3.5 | 1.8 | .6 | 17.7 |
| 2012-13  | Lobos Brasília | 28  | 31.7 | .462 | .306 | .761 | 4.5 | 3.9 | 1.6 | .6 | 14.3 |
| 2013-14  | Lobos Brasília | 23  | 30.0 | .536 | .292 | .826 | 5.9 | 3.4 | 1.4 | .7 | 17.2 |
| Total    | Lobos Brasília | 154 | 32.0 | .500 | .311 | .797 | 5.1 | 3.4 | 1.5 | .6 | 17.0 |
| 2014-15  | Bauru          | 27  | 30.0 | .564 | .462 | .810 | 5.4 | 4.0 | 1.0 | .5 | 14.6 |
| Carreira |                | 181 | 31.7 | .507 | .329 | .799 | 5.2 | 3.5 | 1.4 | .6 | 16.6 |
| All-Star |                | 6   | -    | -    | -    | -    | -   | -   | -   | -  | -    |

### Playoffs da NBB
| Ano      | Equipe         | PJ | MPJ  | FG%  | 3P%  | LL%  | RT  | AS  | BR  | TO  | PPJ  |
| -------- | -------------- | -- | ---- | ---- | ---- | ---- | --- | --- | --- | --- | ---- |
| 2009     | Lobos Brasília | 14 | 35.2 | .483 | .336 | .739 | 6.2 | 2.4 | 1.5 | .7  | 20.9 |
| 2010†    | Lobos Brasília | 13 | 35.0 | .497 | .345 | .770 | 6.1 | 4.0 | 1.1 | 1.1 | 16.6 |
| 2011†    | Lobos Brasília | 13 | 35.5 | .494 | .224 | .798 | 4.4 | 3.5 | 1.5 | .6  | 15.1 |
| 2012†    | Lobos Brasília | 9  | 35.6 | .559 | .395 | .897 | 5.0 | 3.7 | 1.8 | .3  | 17.9 |
| 2013     | Lobos Brasília | 5  | 32.5 | .449 | .269 | .800 | 5.4 | 2.0 | 1.2 | .4  | 12.2 |
| 2014     | Lobos Brasília | 3  | 37.7 | .692 | .500 | .900 | 5.0 | 4.0 | 2.0 | 1.0 | 24.0 |
| Carreira |                | 57 | 35.3 | .508 | .327 | .794 | 5.3 | 3.3 | 1.5 | .7  | 17.5 |

## Números
- Tempo de Profissional: 15 anos
- Jogos: 520
- Vitórias: 381
- Derrotas: 139
- Pontos: 7.115
- Rebotes: 1.969 rebotes
- Assistências: 1.432 assistências
- Títulos: 17
- Jogos pela Seleção Brasileira principal: 137 (97 Vitórias - 40 Derrotas).[2]